# 永利 (飲食店)
永利（えいり）は、東京都豊島区西池袋に本店を構える中国東北料理店。「池袋では東北料理店の老舗的存在」と呼ばれる。

## 概要
1999年12月に中国残留孤児であった末永永利が始めた。2000年代前半には「本場の中華料理を出す店」として『Hanako』などの女性誌にも採り上げられたことがある。
六本木や豊洲などに支店をオープンさせ、2022年時点で東京都内に6店を展開、中華人民共和国遼寧省大連市でもレストランを営業している。
在外華人の研究で知られる山下清海は永利を「池袋では東北料理店の老舗的存在」と評している。
東北料理が主体ではあるが、四川料理や湖南料理の提供もある。

## 店の特徴
以下の内容は2016年時点の池袋本店についての記述。
- 半地下で窓はない[3]。
- 直径1メートルを超えるオブジェがある[3]。
- ヘビ、タツノオトシゴ、オオヤモリ、クコの実、朝鮮人参、霊芝などの漢方薬の入った酒瓶が飾られている。瓶の中の酒は飲用として提供もされている[3]。
- 店員は日本語が話せる[3]。
- ニンニクの量や、辛さの程度など味の調整も受け付けている[3]。
この2項のようなおもてなし精神は料理とちがって日本ローカライズされているとも言える[3]。
- 総料理長・于忠勤は中国版『料理の鉄人』に出演したこともあり、『TVチャンピオン極 〜KIWAMI〜』「新チャイナタウン中華料理人選手権」（2018年9月30日放送）では最年少出場し[4]、チャンピオンとなっている。
- 東京都内を中心にデリバリーも行っているが、出前館上の口コミでは「何を食べてもハズレがない」と絶賛されている（2014年時点）[5]。

豊洲駅前店
2010年頃には東京都豊洲には飲食店が少なかったこともあり早くからあった永利は、「豊洲に勤めるサラリーマンの胃袋を満たすオアシス的な存在」と呼ばれていた。また、終電近くまで営業していたので、「助けられた」豊洲勤務のサラリーマンも少なくない。
六本木店
テレビ番組『嵐にしやがれ』で取り上げられたことがある。